# 2009年美國總統就職典禮
2009年1月20日（星期二），贝拉克·奥巴马宣誓就任第44任美国总统。这场就职典礼创下了美国首都哥伦比亚特区举办活动出席人数的新纪录，也标志着奥巴马4年总统任期和乔·拜登4年副总统任期的开始。从现场出席人数、以及通过电视和互联网收看转播的观众人数总和来看，这场典礼是世界历史上最受瞩目的事件之一。
2009年是亚伯拉罕·林肯诞辰200周年，奥巴马的就职典礼以林肯在盖兹堡演说中的一句演说词“自由的新生”（A New Birth of Freedom）为主题。奥巴马在讲话中提及林肯所表达的变革、延续与民族团结的理想，并借此在讲话中强调，美国需要以共同牺牲和新的责任感来应对国内外的挑战。
奥巴马等人通过多项活动向林肯表示敬意，首先是在2009年1月17日登上费城开往哥伦比亚特区的一辆具有纪念意义的火车。整个就职典礼从2009年1月18日开始，21日结束，具体活动包括音乐会、马丁·路德·金纪念日的社区服务、宣誓仪式、午宴和游行、就职舞会，以及就职祈祷仪式。1月20日的宣誓就职情况与《美国宪法》中的规定略有偏差，因此奥巴马于次日重新进行了宣誓。
除出席的社会名流异常之多外，本次总统就职典礼中普通民众的参与度也大幅提高，与之前的几次就职典礼对比效果显著。就职典礼国会联合委员会打破传统，首次将国家广场全部向公众开放，让更多的人能够一睹宣誓仪式全貌。许多美国公民获选参加包括火车之旅在内的多项活动，还有慈善者组织面向民众的就职舞会，让通常情况下无法参与就职庆典的弱势群体也能加入。委员会还首次举办了不收门票或是费用非常低廉的就职舞会，让许多普通市民得以亲身参与盛事。

## 背景
2008年11月4日是美国四年一度的总统选举日，民主党候选人贝拉克·奥巴马在这场选举中获胜，成为总统当选人，2009年1月的这场就职典礼也就标识着他任期的开始。根据《美利坚合众国宪法》第一条第6款，奥巴马于2008年11月16日从联邦参议院辞职。2008年12月15日，选举人团经投票正式选出奥巴马担任美国总统。2009年1月8日，国会两院证实了选举结果。
奥巴马起初使用的竞选口号是“我们相信变革”（Change We Can Believe In），之后改为“我们需要变革”（Change We Need）。他是美国历史上首位非裔总统，许多人对奥巴马的当选加以庆祝，把他视为前任共和党总统乔治·沃克·布什之后的改革象征。奥巴马也是第一位在20世纪60年代出生的美国总统，标志着时代性的交替。彼得·奥斯泽格（Peter Orszag）认为，奥巴马当选后在经济上面临极大挑战，面对着一堆彻底的“经济烂摊子”，2007至2008年的金融危机就是明证。的民意调查显示，与布什相比，奥巴马在这个经济上的绝望时期代表着青春活力和转型，让人们对生活前景更有自信。

## 策划

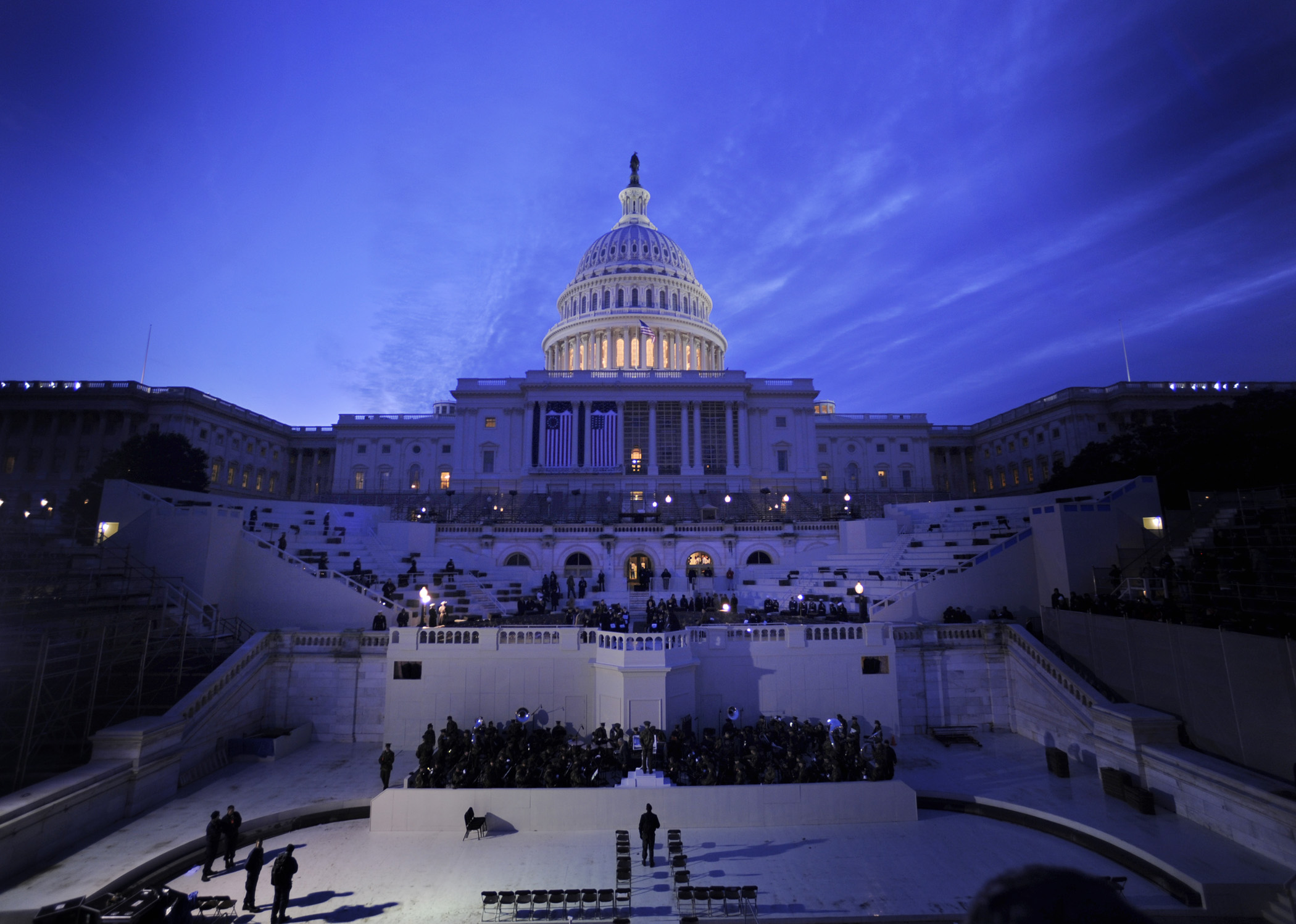
正在美国国会大厦前进行的准备工作

就职典礼主要由两个委员会策划，分别是就职典礼国会联合委员会以及2009年总统就职委员会。虽然选举日是2008年11月4日，但国会联合委员会早在2008年9月4日就已经开始了实际建设工作。

### 国会联合委员会
总统当选人奥巴马和副总统当选人拜登的宣誓仪式和就职午宴由就职典礼国会联合委员会策划，联邦参议员黛安·范士丹担任委员会主席，另外几位成员包括参议员罗伯特·班尼特和哈里·瑞德以及联邦众议员约翰·博纳、斯坦利·霍耶和南希·佩洛西。联邦参议院规则和管理委员会对国会联合委员会的运作进行监督。
就职典礼主题“自由的新生”由国会联合委员会确定，这句话源于南北战争时期前总统亚伯拉罕·林肯在盖兹堡演说中的一句话。委员会选择这一主题来向林肯诞辰200周年致敬，表达出“林肯希望那些为保护美国献出生命的人能够带领国家走向‘自由的新生’的理想”。对此奥巴马表示，希望这一主题能够“给予美国人信心，今天的祖国会像林肯的时代那样，找到度过任何危机的办法”。
国会联合委员会于2008年12月17日发布次年1月20日就职典礼活动的全部日程，虽然奥巴马之前曾特别说明，自己会在宣誓仪式上使用包括中间名“侯赛因”（Hussein）在内的全名，但日程中仍是以“贝拉克··奥巴马”来称呼总统当选人。奥巴马决定“遵循传统”使用全名“贝拉克·侯赛因·奥巴马”，不会在就职典礼上采用别的名字发表声明。竞选期间，奥巴马的反对者曾试图利用他的中间名来暗示候选人是穆斯林。
哥伦比亚特区议会通过立法，允许酒吧和餐馆在就职典礼活动期间为参与活动的人士提供不间断接待服务。哥伦比亚特区市长阿德里安·芬蒂（Adrian Fenty）在同国会联合委员会达成一致后签署法案，允许酒吧和餐馆在典礼日期前一个周末期间保持24小时营业，但每天供应含酒精饮料的时间只能到东部时间凌晨4点为止。华盛顿都会区饭店协会同意支付1月19日由华盛顿都会区运输管理局提供的加开列车服务，以便满足前来参加典礼活动的人员运输需要，并提供足够的工作人员。

### 总统就职委员会
2009年总统就职委员会组织了多场与总统当选人和副总统当选人就职有关的活动，如搭乘火车、音乐会、游行、舞会和祈祷仪式等，威廉·戴利、潘妮·普利茨克、约翰·罗杰斯、帕特里克·瑞安（Patrick Ryan）和朱莉安娜·斯穆特（Julianna Smoot）共同担任委员会主席。
总统就职委员会将从美国国会大厦一直延伸到林肯纪念堂的整个国家广场全部向公众开放，让尽可能多的人得以目睹宣誓仪式，这在历史上尚属首次。委员会为持有就职典礼保留门票的人士空出了广场靠国会大厦的一片区域。委员会希望，开放整个国家广场能够让这成为历史上最开放，最便于公众观看的总统就职典礼活动，让那些无法取得宣誓仪式门票的人能够亲身体验盛事。为了便于人们观看典礼，并且能够听到声音，委员会在广场各处都安放了超大屏幕。
虽然有批评称这样的大型活动不可能实现低碳，但总统就职委员会还是在活动规划过程中采取了环保措施。平台地毯可供循环使用，活动结束后还会把室外可回收的物品取回，请柬和就职舞会门票也是采用再生纸制作。

#### 筹集资金
2009年美国总统就职委员会希望能够筹集到与2005年乔治·沃克·布什第二次就职典礼时相比更多的个人小额捐款。2009年的捐款额度限制为每人不超过5万美元，而2005年时针对个人或企业的限额则有25万美元。截至2009年1月30日，总统就职委员会已经筹得了超过5300万美元，其中有至少458人的捐款额达到委员会划定的5万美元最高值，其中包括乔治·索罗斯、哈莉·贝瑞、杰米·福克斯和乔治·卢卡斯等名流。与往年一样，委员会对竞选捐款设立了严格的规定，企业、政治行动委员会、已经登记的联邦游说分子、工商联盟、已经登记的外国机构和非美国公民的捐献都受到严格限制。不过，委员会还是接受了一些虽然没有登记成联邦游说集团，但的确有在联邦政府积极进行游说活动的人士捐赠，如执行主席埃里克·施密特和微软首席执行官史蒂夫·巴尔默。
根据筹款的效果，以及对参加就职典礼人数的估算，总统就职委员会将就职典礼的预算定在1.6至1.7亿美元，其中庆祝活动占了约4500万美元。联邦政府捐出约4900万美元，其中120万美元用于支付实际宣誓仪式的成本。哥伦比亚特区以及邻近的马里兰州和弗吉尼亚州预计，为了满足就职典礼活动的相应需要，单警察、消防和医疗服务方面就需要花费超过7500万美元。为了帮助筹集资金，总统乔治·沃克·布什宣布联邦地区进入紧急状态，以便在有必要时从联邦紧急事务管理局获取资金。

### 请柬和门票
国会大厦楼层及其附近保留位置的请柬和彩色编码门票由总统就职委员会和第111届联邦国会议员向相应贵宾及普通市民发放，这些位置可以近距离观看宣誓仪式。世界各地驻美国大使、正在美国的外交使团首脑及其配偶都收到了请柬和门票，但其他外国代表人士不在获邀之列；美国的许多政治家以及各个行业名流都获得了邀请。联邦众议员和参议员向公众发放就职典礼的免费门票，但由于申请人数远远超过容纳能力，门票只能通过抽签或是先到先得的方式赠送。
由于保留位置的门票数量有限，但需求量又非常高，因此一些人将所获得的门票通过票贩子、网上拍卖或分类广告出售。位于国会大厦倒影池后方的站立空间保留位置门票最高炒到了每张1750美元，位于倒影池前方的站立空间保留位置则炒至每张5500美元，国会大厦地层的贵宾位置更高达每张2万美元。根据报道，德克萨斯州联邦众议员泰德·坡（Ted Poe）的一位前任立法助理试图通过分类广告网站和电子邮件把5张门票以4500美元的价格卖给一位买家，但遭对方曝光。
宣誓仪式门票的倒卖以及相应引发的欺诈犯罪活动引起了联邦和州政府的注意。就职典礼国会联合委员会主席、联邦参议员黛安·范士丹于2008年11月中旬提出法案，对销售宣誓仪式门票的行为发出禁令。同时国会联合委员会还与在线拍卖运营商、门票转售和分类广告服务提供商取得联系，禁止这些门票继续销售。为此，和都同意在其拥有的所有站点上禁止宣誓仪式门票销售行为。由于部分门票是由总统就职委员会为筹款而发行，因此范士丹在2008年12月对法案加以修正，不对这一部分门票销售设限后重新提出禁止宣誓仪式门票销售的法案。不过，联邦参议院未能及时通过最终的法案，导致法案在最后几天的跛腳鴨立法会议期间胎死腹中。

## 就职典礼前的活动

### 火车之旅：纪念林肯
2007年1月17日，为纪念亚伯拉罕·林肯诞辰200周年，奥巴马登上火车，重现1861年林肯从宾夕法尼亚州费城前往哥伦比亚特区的最后一段火车之旅，当年林肯是乘火车从伊利诺伊州斯普林菲尔德出发，前往首都参加自己的就职典礼。奥巴马乘坐的火车车厢是乔治亚300型（Georgia 300），2008年民主党总统初选竞选期间，他也是乘坐同一节老式车厢在宾夕法尼亚州巡回宣传。奥巴马的夫人米歇尔，两人的女儿玛丽亚（Malia）和萨莎（Sasha）以及许多朋友和嘉宾在这段火车之旅中陪同总统当选人。

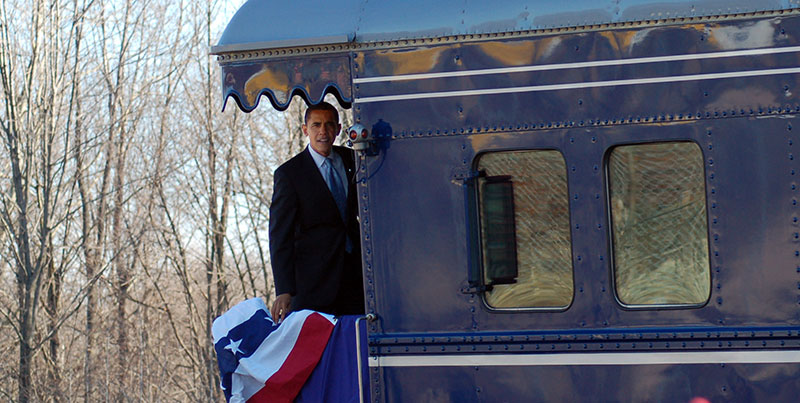
2007年1月17日，奥巴马站在乔治亚300型火车车厢尾部所拍的照片

奥巴马邀请了41位自己在总统竞选期间认识的“美国普通人”登上火车，陪同自己前往哥伦比亚特区并出席包括宣誓仪式、游行和就职舞会在内的多项其它就职典礼活动。这些普通市民包括马特·孔茨（Matt Kuntz）和莉莉·莱德贝特（Lilly Ledbetter），他们都曾在总统竞选期间向总统分享过自己的故事。孔茨的兄弟曾参加海湾战争，但回到家园后因创伤后心理压力紧张症候群自杀身亡，从此孔茨开始致力于改善伊拉克战争退伍军人的精神健康检查待遇。莱德贝特得知自己曾在多年前因性别方面原因在薪酬待遇上遭到雇主的歧视待遇，但由于未能在歧视行为发生的180天诉讼有效期限内提出起诉，联邦最高法院没有支持她的诉讼请求。奥巴马在就任总统9天后签署了《莉莉·莱德贝特公平薪酬法》，把因薪酬歧视导致的雇员向雇主索赔期限从最初一次歧视行为后180天扩展到任何一次歧视行为后180天。
奥巴马与数百名支持者在费城30街车站举行市政厅会面并拉开这次火车之旅的序幕。列车的第一站是特拉华州的威尔明顿，副总统当选人拜登及其家人登上了火车。拜登曾因每天乘美铁从威尔明顿到哥伦比亚特区上班而得到了一个叫“美铁乔”（Amtrak Joe）的绰号，他一直支持为美国通勤铁路运输增加经费。火车继续前进，奥巴马在第二站巴尔的摩向约4万人发表演说。
奥巴马在向群众演说时强调主题“自由的新生”，还使用了包括“更好的天使”（better angels）、“新独立宣言”（a new declaration of independence）之类与林肯有关的词句。他提醒众人：“我们永远都不能忘记，自己是第一批爱国者的继承人，他们都是普普通通的男女老少，在一切都显得没有希望时仍然拒绝放弃，并且不知何故仍然相信他们能够让这个世界焕然一新”。成千上万的好心人聚集在火车沿途各处，向经过的列车欢呼、拍照，并且挥舞着美国国旗和自制的标语，奥巴马则向热情的群众报以呼喊“我也爱你们”。火车之旅时长一天，最终在哥伦比亚特区的联合车站结束。

### 我们是一家音乐会

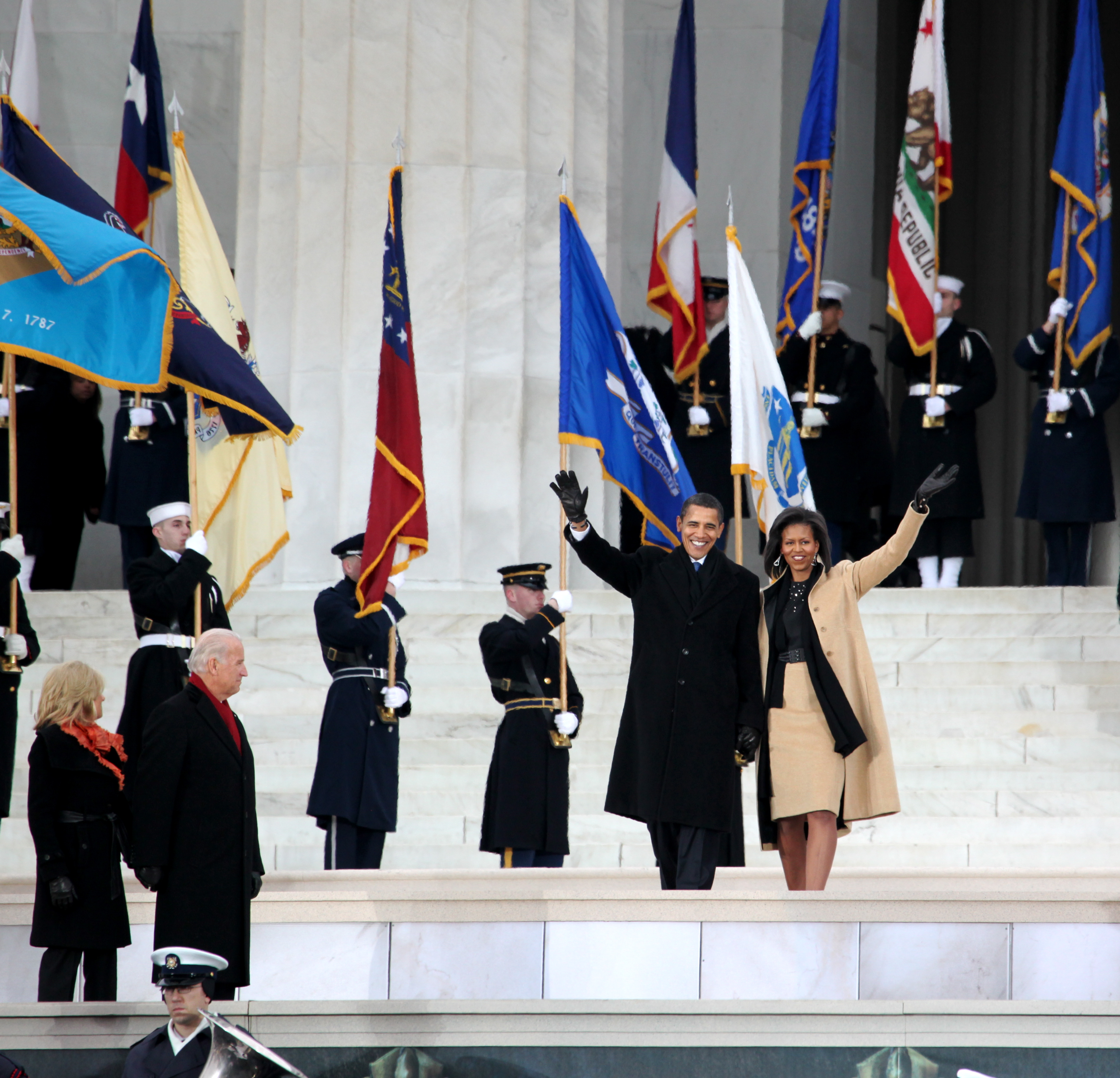
2009年1月18日，林肯纪念堂举办“我们是一家”音乐会，奥巴马夫妇在此向观众挥手致意。

2009年1月18日，奥巴马到达哥伦比亚特区次日，林肯纪念堂举办了一场名为“我们是一家”的就职音乐会，有超过36位名流在音乐会上表演节目或是朗读历史性语段。音乐会免费向公众开放，还有对音乐进行开放式直播，任何人都可以通过有线电视免费收看。估计有40万人到林肯纪念堂观看音乐会。華盛頓地鐵这天共计运送旅客61万6324人次，刷新1999年7月4日创下的周日载客量纪录（54万零945人）。

### 马丁·路德·金纪念日活动
2009年1月19日是就职典礼的前一天，这天正好是美国联邦假期马丁·路德·金纪念日，纪念马丁·路德·金的生日。奥巴马呼吁各地社区遵循这一天的传统，通过提供公民志愿服务来向这位人权领袖致敬。这一天里，全美各地一共提供了超过1.3万次社区服务，比前一年多了一倍多，是国会通过《金假期和服务法》后14年来最多的一次。
奥巴马花了一小时前往沃尔特·里德陆军医疗中心与在伊拉克战争和阿富汗战争中负伤的军人及其家属见面、交谈。接下来，他和青少年无家可归者收容所萨沙布鲁斯之家的领袖马丁·路德·金三世一起参加了其他服务活动。
乔·拜登在哥伦比亚特区东北部的一处国际仁人家园悬挂干壁，他的夫人吉尔和女儿阿什利（Ashley），以及米歇尔·奥巴马和奥巴马夫妇的女儿玛丽亚与萨莎一起在罗伯特·F·肯尼迪体育馆停留了一上午，帮助数千名志愿者为海外美军准备超过8.5万个爱心包裹。当晚，总统当选人主持了三场相互独立的跨党派晚餐会，对约翰·麦凯恩、克林·鲍威尔和乔·拜登的工作致谢。

### “儿童的就职典礼：我们就是未来”
2009年1月19日晚，米歇尔·奥巴马和吉尔·拜登在威瑞森中心主持了“儿童的就职典礼：我们就是未来”活动，麦莉·赛勒斯、黛米·洛瓦托和乔纳斯兄弟在音乐会上向军人家属致敬。活动通过迪斯尼频道和迪斯尼广播进行直播。参加演出的其他名流还包括鲍沃、乔治·洛佩兹、科宾·布鲁、奎恩·拉提法、比利·雷·赛勒斯、沙奎尔·奥尼尔和杰米·福克斯。为了体现这一天的主题，米歇尔·奥巴马呼吁儿童通过参与无家可归人士收容所的志愿活动来参加公益活动，还可以探访老人、给美军士兵写信。

## 就职典礼活动

### “自由的新生”

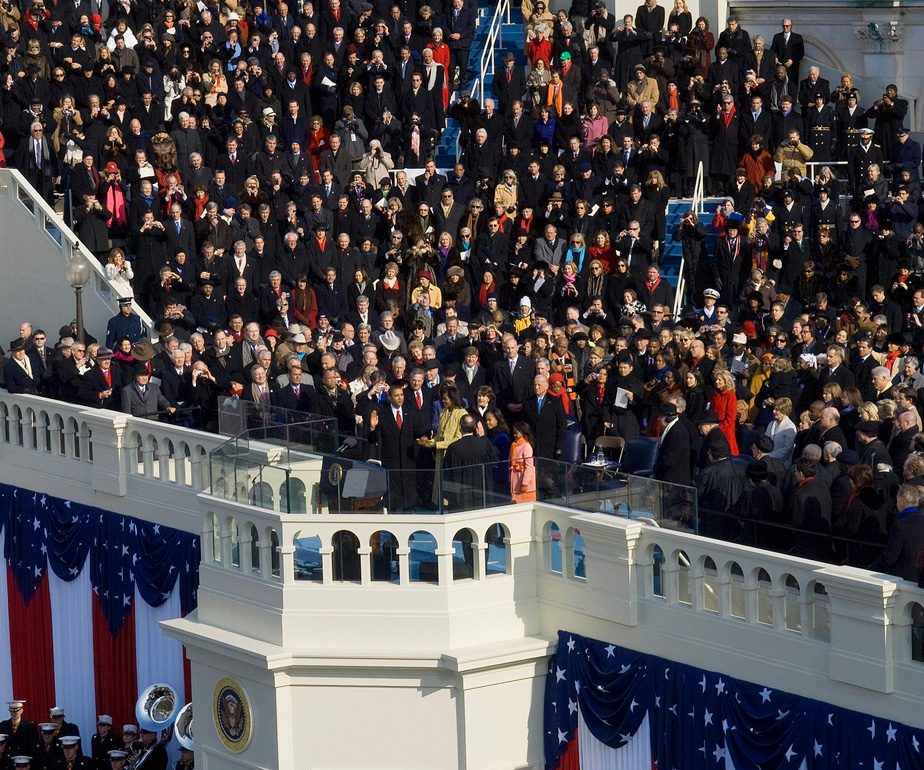
2009年1月20日，奥巴马在美国国会大厦宣誓就职。

就职典礼于2009年1月20日在美国国会大厦西侧举行。典礼首先以预先录制的音乐开始，然后是“总统所有的”美国海军陆战队军乐团、旧金山男童和女童合唱团的现场表演。就职典礼国会联合委员会主席、联邦参议员黛安·范士丹是这天活动的司仪。

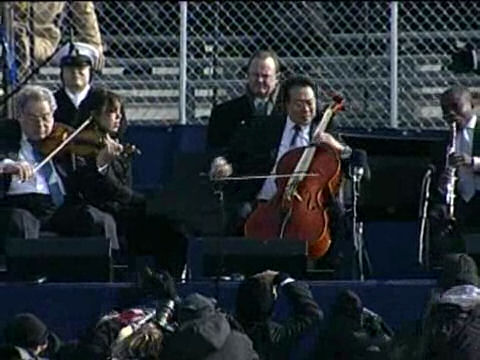
从左至右分别是：伊扎克·帕尔曼、加布里埃拉·蒙特罗、马友友和安东尼·麦吉尔，表演约翰·威廉姆斯的四重奏“Air and Simple Gifts”。奥巴马就在这天中午的乐曲声中正式就任总统职务。

福音派牧师华理克为就职典礼祷告，接下来是艾瑞莎·弗兰克林演唱《我的国家属于你》。节目中还包括约翰·威廉姆斯作曲的，由预先录制和现场演出同步进行，预先录制的部分是由大提琴家马友友、小提琴家伊扎克·帕尔曼、钢琴演奏家加布里埃拉·蒙特罗f和单簧管演奏家安东尼·麦吉尔（Anthony McGill）演奏。全国公共广播电台形容这场四重奏演出“以美丽和宁静感动了许多人”，《纽约时报》称其为“（如）双唇般同步与和谐的古典音乐”。艾瑞莎·弗蘭克林戴着一顶镶满施华洛世奇水晶蝴蝶结的帽子。
联邦最高法院大法官约翰·保罗·史蒂文斯引导副总统当选人拜登宣誓。宣誓仪式结束后，军乐队演奏进行曲《哥伦比亚万岁》和《鼓号齐鸣》向新任副总统致敬。表演结束后，首席大法官约翰·罗伯茨引导总统当选人奥巴马在正午时分刚过时宣誓就职。就职典礼所花时间比预计要长，因此宣誓仪式延迟到了美国东部时间中午12点05分左右结束（协调世界时下午17点05分）。不过根据联邦宪法第二十条修正案，前任总统布什的任期在2009年1月20日中午12点期满，奥巴马也正是从这一刻起正式成为美国总统。现场响起21响礼炮，向新总统致敬，军乐队演奏《向统帅致敬》和《鼓号齐鸣》。
宣誓就职成为新总统后，奥巴马在现场发表演说。接下来诗人伊丽莎白·亚历山大（Elizabeth Alexander）朗诵了就职诗作《献给这一天的赞歌》（Praise Song for the Day），民权活动家、联合卫理公会牧师约瑟夫·洛厄（Joseph Lowery）在现场赐福。美国海军乐队“海之护法”演奏并合唱美国国歌《星条旗》，为典礼拉上帷幕。

#### 宣誓就职
首席大法官约翰·格洛佛·罗伯茨主持奥巴马的宣誓仪式，米歇尔·奥巴马在一旁手持亚伯拉罕·林肯1861年宣誓时使用的《圣经》，贝拉克·奥巴马将手放在《圣经》上背诵总统誓辞。约4年前，身为联邦参议员的奥巴马曾在确认总统对罗伯茨担任美国首席大法官的提名中投下反对票，2009年的这场就职典礼也由此成为美国历史上首次由首席大法官主持之前曾投票反对自己就任的总统当选人宣誓就职。
罗伯茨和奥巴马在背诵誓辞的过程中都出现了多处失误，根据宪法，总统宣誓就职的誓辞如下：

我庄严宣誓我一定忠实执行合众国总统职务，竭尽全力维护、保护和捍卫合众国宪法。

罗伯茨为这场就职典礼做了细心的准备，但有备忘录表明，他计划在背诵誓辞时所做的暂停方案没有在宣誓仪式开始前送到奥巴马的幕僚手中。这导致奥巴马在第一句时就意外中断了罗伯茨的引领，在罗伯茨正念到“庄严宣誓”四字时就说出了“我，贝拉克”，不过他马上就通过念出全句来予以纠正：“我，贝拉克·侯赛因·奥巴马，庄严宣誓。”
罗伯茨没有带笔记，他把下一句中的“忠实”（faithfully）一词错放到了“执行合众国总统职务”的后面，并且把“合众国的总统”（president of United States）错念成了“对合众国的总统”（president to United States）。奥巴马跟随引导念至“我一定执行”（that I will execute）时暂时了一下，罗伯茨试图纠正自己念错的话，但出现了结巴：“总——忠于总——合众国总统。”奥巴马接下来重复了罗伯茨之前念错的这句话。
罗伯茨在总统誓辞最后加上了一句“愿上帝保佑你”，奥巴马也在最后重复时念出“愿上帝保佑我”，之前奥巴马曾主动要求在誓辞最后加上这句话。最后罗伯茨祝贺奥巴马成为新任美国总统。

##### 第二次宣誓就职

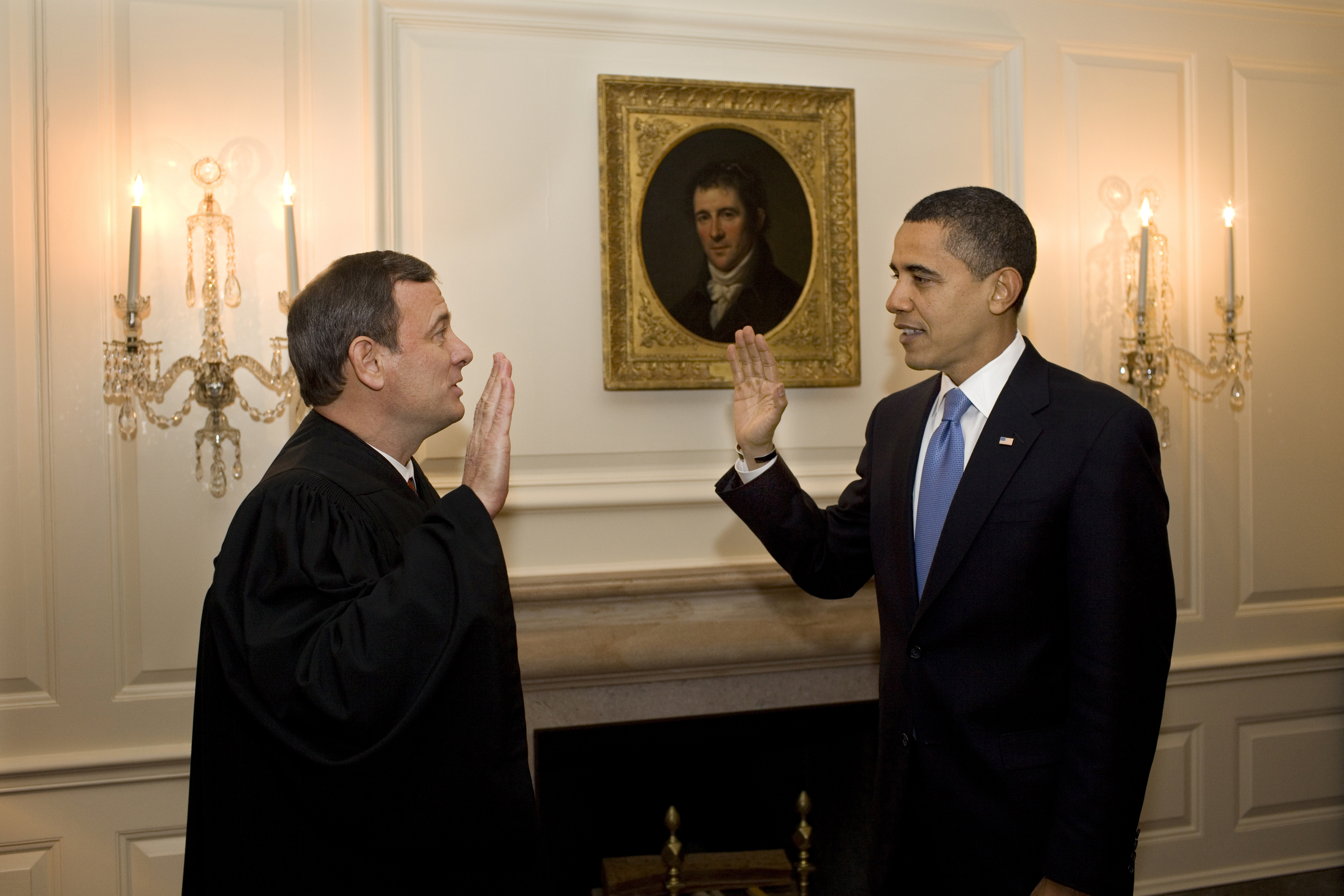
2009年1月21日，奥巴马总统（右）在首席大法官罗伯茨的主持下重新宣读美国总统誓辞。

总统誓辞的引导和背诵中出现的多处错误引起大量公众讨论，多名宪法学者认为奥巴马应该重新宣誓。波士顿大学宪法学者杰克·比尔曼（Jack Beerman）指出，虽然法院很可能永远都不会对此较真，但要是奥巴马是自己的当事人，自己会建议他重新宣誓，因为这毕竟是“宪法中规定他应该要说的话”。虽然白宫新闻发言人罗伯特·吉布斯一度表示，奥巴马没有打算重新宣誓，但首席大法官罗伯茨还是同意了白宫法律顾问格雷格·克雷格（Greg Craig）的请求重新主持宣誓仪式。第二次宣誓仪式于2009年1月21日晚在白宫地图室举行，除总统和首席大法官外，现场还有几位总统助理、记者和一名白宫摄影师。克雷格表示，白宫最终是出于谨慎起见而决定重新进行宣誓仪式，“就职宣誓是有效的……总统宣誓就职的过程也是恰当的……但誓言（毕竟）在宪法上有明文规定”。不过，第二次宣誓仪式上没有使用《圣经》。

#### 就职演讲
总统奥巴马就职演讲的核心主题是呼吁责任感，这其中既包括联邦政府要敢于挑起重担，也希冀普通民众勇于承担责任。在修辞专家詹姆斯·麦金（James Mackin）看来，奥巴马没有在演说中用语音来强调某个令人难忘的短语，而是引述美国历史上一场被刻意低估的演说来和自己即将领导的新政府联系起来。
奥巴马在演讲第二段的结尾说道：“我们人民仍然保持着对先辈理想和立国文献的坚定信念”。演讲中强调了“传统”和“遗产”这样的字眼，以及“诚信”、“勇气”和“爱国主义”这样的“老”价值观。总统在演讲接近尾声时引述了托马斯·潘恩的《美国危机》（The American Crisis），乔治·华盛顿当年曾下令将其内容念给自己的部队听：“我们要让将来的世界知道……在那唯有希望和勇气保持我们生存的深冬严寒里……我们的城市和国家，都会站起来迎接这个共同的危机”。麦金指出，奥巴马间在竞选期曾强调美国需要变革，因此他在演讲中试图安抚民众，自己会在国家的传统范围内行使总统职权。
奥巴马接下来在演说中表明自己希望美国人民达到的目标：“这就是为什么我想成为人民公仆、成为更出色的政治家。这就是为什么我希望回到家并成为更优秀的父母、更好的职工、更杰出的公民。”
奥巴马在演讲中称，“我们现在需要的是责任感的新时代——是每个美国人（对责任）的认同”，“那些掌握着公众税款的人都要负起责任”；他还引述歌舞喜剧片《摇摆乐时代》（Swing Time）中由杰罗姆·克恩（Jerome Kern）和多箩西·菲尔兹创作歌曲（意为《振作精神》）的歌词，称“从今往后，我们必须振作起来，重整旗鼓，振兴美国”。前戏剧评论家，《纽约时报》专栏作家弗兰克·里奇（Frank Rich）著文指出，奥巴马的演说词与菲尔兹的歌词联系起来，与当年的大萧条形成微妙的联系。
奥巴马在演说中多次引用《圣经》，与“黑人教堂传统”演说类似。他还强调了美国的宗教多样性，认为国家“海纳百川的传统”是一种优势，他说：“我们是一个由基督徒和穆斯林，犹太人、印度教徒和无神论者组成的国家”，这也是美国总统就职演讲中首次承认美国无神论者的存在。
奥巴马的就职演讲所获评价褒贬不一，一些评论中认为演说中的克制和直言进谏的基调值得称道，还有一些认为其中太过浅薄，充斥着陈辞滥调。奥巴马在演说中态度乐观，但对前总统小布什和比尔·克林顿表现出了批评态度。《纽约时报》驻哥伦比亚特区首席通讯记者戴维·桑格（David E. Sanger）表示，奥巴马的演说是继富兰克林·德拉诺·罗斯福呼吁恢复美国价值观的就职演讲以来对即将离任总统所做出的最严厉斥责。布什政府对这场演说中的语气感到不满，称这段演讲的基调本来应该是仪式性并且尊重他人的，但这次却转变成了一种公开性的谩骂。共和党人认为这次讲话导致国家错失了一次寻求团结的机会，不过奥巴马的白宫办公厅主任拉姆·伊曼纽尔则认为，这场演说不过是反映了人民的意愿。一位记者在分析就职演说时指出，演说中强调了如今面临的负担和阴云密布的未来，美国人需要用文化遗产中的决心来面对这些挑战。

#### 祈祷
奥巴马选择华理克和洛厄在就职典礼上祈祷的决定引发了争议；华理克曾经对同性婚姻口诛笔伐，洛厄则有着民权活动家的背景。奥巴马或华理克都没有在就职典礼期间提及任何与同性恋社群有直接关系的话题。华理克呼吁美国人民即便是在相互对抗时也要保持宽容的心态，面对异己时应保有文明的态度。华理克在开会祈祷时提及马丁·路德·金和耶稣，并且在主祷文中对开会祈祷的内容进行总结。洛厄在赐福时不无幽默之举，他在声明中表示希望大家在离开现场后能够像一个大家庭般团结一致。洛厄在赐福的最后幽默地表示，希望棕种人能够留下来，黄种人可以更成熟，红人得以出人头地，白人能够接受真理。包括拉什·林博在内的保守派人士对洛厄的赐福加以谴责，称赐福中引用《人人引吭高歌》（Lift Every Voice and Sing，亦俗称为“美国黑人的民族歌”）是一种种族歧视行为，不过民主党人士没有这样的感观。洛厄的话中还有一句“当黑人不会再被要求从后门进入特别让林博等人感到恼火，因为在他们看来，奥巴马这天正式成为总统，这就标志着美国早已过了还会那样歧视黑人的年代。

### 典礼过后的传统活动

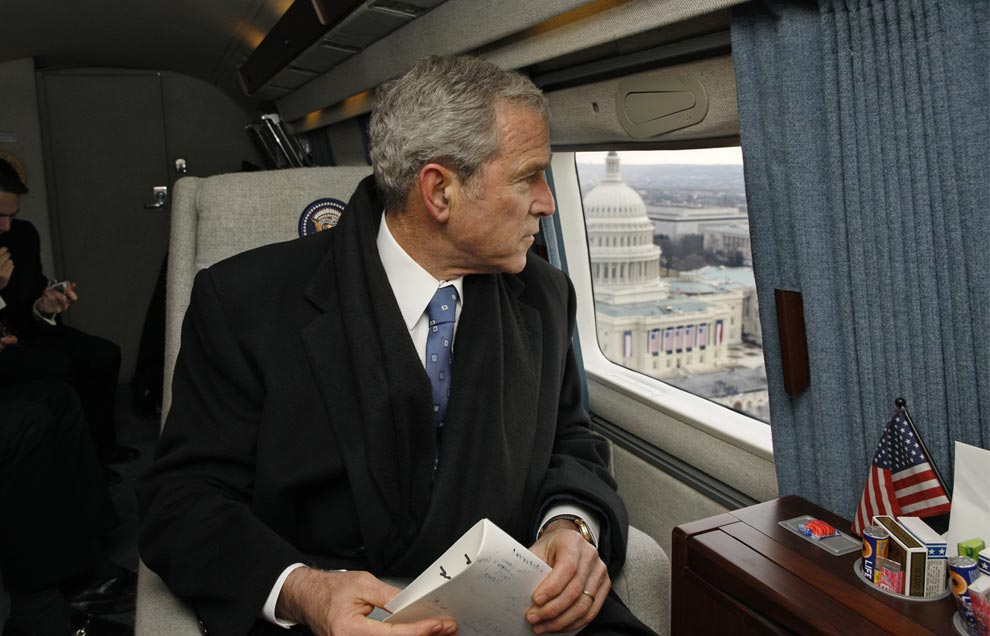
就职典礼结束后，乔治·沃克·布什乘美国海军陆战队直升机准备离开时看向美国国会大厦。

就职典礼结束后，总统奥巴马、第一夫人米歇尔·奥巴马、副总统乔·拜登和第二夫人吉尔·拜登陪同前总统乔治·沃克·布什和前第一夫人劳拉·威尔士·布什从国会大厦东面离开典礼现场。为了遵循传统，奥巴马于午宴前在国会大厦总统室签署了自己第一道总统令，然后再在午宴的来宾簿上签字。奥巴马的首份总统令是宣布自己就职的这一天成为“重建与和解的国庆日”，号召所有公民为彼此服务，并且为了新世纪重建祖国的共同目标服务。接下来，奥巴马签署命令，正式提名内阁和内阁附属官员交联邦国会批准。然后，奥巴马和拜登夫妇出席在国会大厦举行的就职午宴，之后再前往白宫的总统观礼台观看游行。

#### 午宴
前总统布什及夫人准备返回德克萨斯州的老家，奥巴马和拜登夫妇与多位国会议员宾客一起参加在国会大厦国家雕像大厅举行的就职午宴。宴会宾客包括最有影响力的国会议员和多位前总统、副总统。为了纪念亚伯拉罕·林肯诞辰200周年，午宴时使用的红色和白色瓷器是当年林肯入主白宫时那些瓷器的复制品。

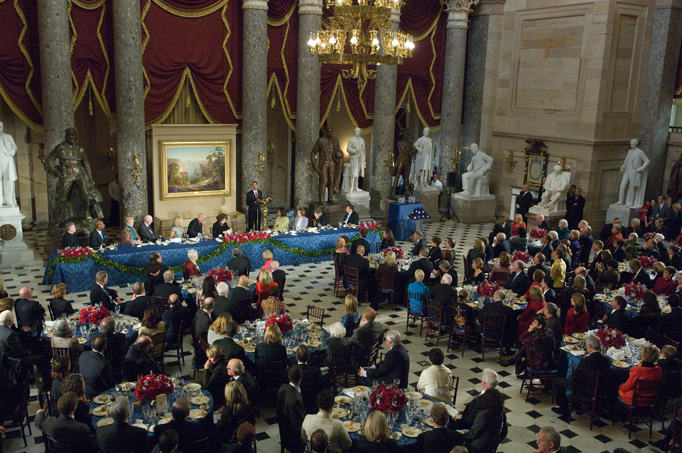
奥巴马在美国国会大厦国家雕像大厅向参加就职午宴的宾客演说

从1953年开始，在国会大厦举行午宴就成为总统就职典礼的标准程序，在此以前，午宴通常是在白宫举行，并由即将离任的总统和第一夫人主持。就职午餐的菜单上通常会有新总统和副总统故乡州的特色菜式，2009年的菜色就包括焖海鲜、鸭和野鸡作为主菜，再配上黑比诺酒，甜点则是苹果肉桂海绵蛋糕配上甜奶油糖霜。从1985年起，主桌的后方就会挂有一幅画作为背景，2009年的就职午宴主桌背景画作是托马斯·希尔（Thomas Hill）于1865年创作的《优胜美地山谷的景观》（View of the Yosemite Valley），这幅画是纪念林肯总统于1864年签署特许状建立优胜美地国家公园，这是联邦政府首次把公园用地保护起来作为公共用途。
联邦参议员泰德·肯尼迪在午宴期间出现抽搐并晕倒，他立即被送到医院接受治疗。起初有报道中错误地声称最年长的与会联邦参议员罗伯特·伯德也在午宴时病倒，之后证实这些报道内容有误，对此伯德表示，肯尼迪是他长年的好友，看到朋友在现场晕倒让伯德感到不安，因此之后也离开了。

#### 游行

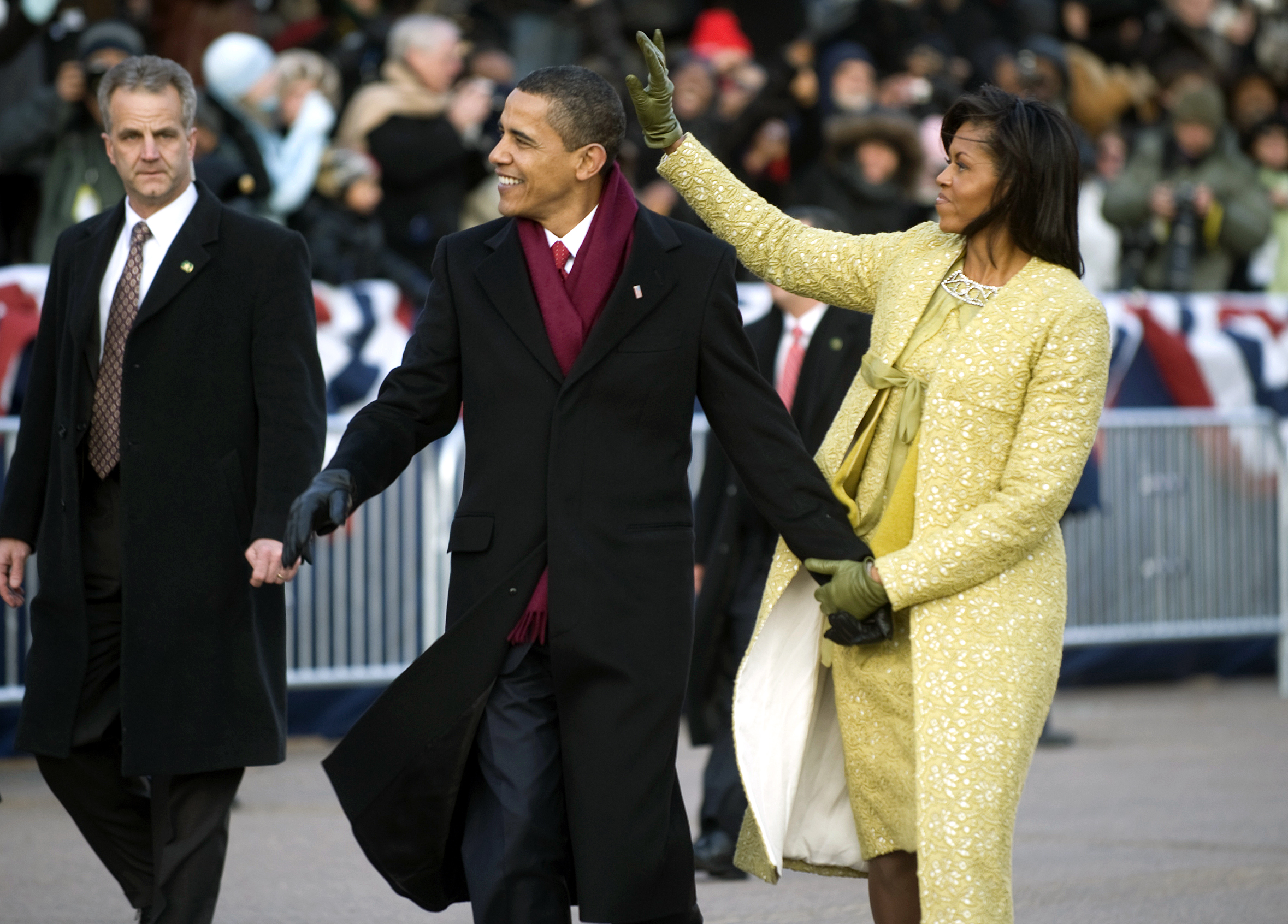
奥巴马总统伉俪走在就职游行的路上

就职游行从美国国会大厦开始沿宾夕法尼亚大道至白宫北翼为止。出于安全方面的考量，奥巴马夫妇在游行期间的大部分时间里都坐在总统座车上。两人中途两次走出轿车，在宾夕法尼亚大道上步行了一段时间。拜登夫妇与他们的孩子博、亨特（Hunter）和阿什利（Ashley）也多次参与到游行之中。
游行进行了两个多小时，从下午持续到晚上，之后进行的是就职典礼。参加游行的有约1.5万人、240匹马、一支墨西哥街头乐队和数十支游行乐队，还有弗吉尼亚军事学院的学员队伍、两支鼓和号角乐队。奥巴马邀请了远在夏威夷州的高中母校普纳荷学校乐队在游行中与初级后备军官训练团的步操部队一起表演。
副总统拜登邀请了特拉华州的多个团体参加游行。特拉华州的游行团体由特拉华州志愿消防员协会领头，拜登是该协会的名誉会员，然后是来自拜登母校特拉华大学的“战斗蓝母鸡游行乐队、特拉华州的自豪”（Fightin' Blue Hen Marching Band, The Pride of Delaware），以及特拉华州立大学黄蜂逼近暴风雨游行乐队。
美国国家航空航天局宇航员雷克斯·瓦尔海姆（Rex J. Walheim）身穿航空航天局的下一代航天服原型，挥舞着美国国旗参加游行。另一位宇航员迈克尔·格恩哈特则开着一辆原型月球车参加游行。此外，“奋进号”航天飞机任务的全部宇航员也都参加了就职游行。

#### 就职舞会
总统贝拉克·奥巴马和第一夫人米歇尔·奥巴马出席了2009年1月20日晚的10场官方就职舞会。贝拉克身穿的新燕尾服是由芝加哥男装企业哈特·夏弗纳·马克斯（Hart Schaffner Marx）制作。他带的领结不是传统的黑色，而是白色。传统主义者认为这在时尚角度有些失礼，因为白色领结通常只能搭配白色坎肩。米歇尔·奥巴马身穿白色单肩无袖礼服，由26岁的纽约设计师吴季刚设计，与之相比，两位前第一夫人劳拉·布什和希拉里·克林顿展现的都是自己故乡设计师的作品。
总统夫妇这晚的第一站是在沃尔特·E·华盛顿会议中心举行的“邻里就职舞会”，这里当晚一会举行了6场舞会。奥巴马夫妇随第一首歌，碧昂丝·诺利斯翻唱伊特·珍的经典歌曲（意为《终于》）起舞。据总统就职委员会所称，邻里就职舞会是美国历史上第一场提供免费或价格低廉门票的总统就职舞会，与之相比，近年来的多次“就职舞会通常都与美国普通百姓无缘，成了达官贵人和捐助人士的专属圈子”。还有一部分舞会门票是专为哥伦比亚特区的居民保留。
奥巴马夫妇当晚出席的另外九场官方就职舞会分别是：
- 在国家建筑博物馆举行的三军统帅舞会，这是该舞会在历史上的第二次举办，参加舞会的人中包括美军现役和后备役军人，目前正部署到海外的美军人员家属，紫心勋章得主及其家属，在行动中丧生军人的家属[164][165][166]。
- 在联合车站举行的东部舞会，接待的宾客分别来自新英格兰地区的康涅狄克州、缅因州、马萨诸塞州、新罕布什尔州、罗得岛州和佛蒙特州，以及美国在大西洋的两处领地：波多黎各和美属维尔京群岛。詹姆士·泰勒为现场来宾表演[164][167]。
- 在华盛顿会议中心举办的中大西洋舞会，接待的宾客分别来自华盛顿哥伦比亚特区和中大西洋地区的马里兰州、纽约州、新泽西州、弗吉尼亚州和西弗吉尼亚州。死亡乐队在舞会上演出，这也是他们2009年首次在公共场合表演[164]。
- 在华盛顿会议中心举行的中西部舞会，接待的宾客分别来自美国中西部的印第安纳州、艾奥瓦州、堪萨斯州、密歇根州、明尼苏达州、密苏里州、北达科他州、内布拉斯加州、俄亥俄州、南达科他州和威斯康辛州[164]。
- 在华盛顿会议中心举行的总统奥巴马家乡州舞会，接待的宾客分别来自贝拉克·奥巴马的两个故乡州：夏威夷州和伊利诺伊州[164]。
- 在哥伦比亚特区兵工厂举办的南部舞会，接待的宾客分别来自美国南部的阿拉巴马州、阿肯色州、佛罗里达州、乔治亚州、肯塔基州、路易斯安那州、密西西比州、北卡罗莱纳州、南卡罗莱纳州、田纳西州和德克萨斯州[164]。
- 在华盛顿会议中心举行的副总统拜登家乡州舞会，接待的宾客分别来自乔·拜登的两个故乡州：特拉华州和宾夕法尼亚州[164]。
- 在华盛顿会议中心举办的西部舞会，接待的宾客分别来自美国西部的阿拉斯加州、亚利桑那州、加利福尼亚州、爱达荷州、科罗拉多州、蒙大拿州、奥克拉荷马州、俄勒冈州、内华达州、新墨西哥州、犹他州、华盛顿州和怀俄明州，还包括美国在太平洋拥有的美属萨摩亚和关岛两处领地[164]。
- 在华盛顿希尔顿酒店和塔楼举行的青年舞会，这场活动专为18到35岁宾客举办[164]。

此外，总统奥巴马和第一夫人还出席了2009年1月21日在哥伦比亚特区兵工厂举办的一场舞会，该舞会是专门为奥巴马2008年总统竞选期间的所有工作人员举办。总统、副总统、大卫·普劳夫（David Plouffe）都在舞会上发表演说，现场还有的表演。
正式在1月20日的10场就职舞会上露面后，奥巴马夫妇在白宫为70名最早的支持者、好友和家人主持了一场午夜后聚会。出席这场庆祝活动的来宾包括奥普拉·温弗瑞、瓦莱丽·贾勒特（Valerie Jarrett）、大卫·阿克塞尔罗、芝加哥市长理查德·戴利、阿拉巴马州联邦众议员阿图尔·戴维斯（Artur Davis）和夏威夷州联邦众议员尼尔·阿伯克龙比，还有米歇尔·奥巴马的哥哥克雷格·罗宾逊（Craig Robinson）。伊利诺伊州的国会议员也出席了这次活动，包括联邦参议员迪克·德宾和联邦众议员梅利莎·比恩（Melissa Bean）、简·夏科斯基（Jan Schakowsky）、路易斯·古铁雷斯（Luis Gutierrez）和杰里·科斯特洛（Jerry Costello）。

#### 国家祈祷会
2009年1月21日，总统奥巴马、第一夫人米歇尔·奥巴马，副总统拜登与第二夫人吉尔齐聚华盛顿国家座堂参加祷告国庆日。祈祷仪式上，前总统比尔·克林顿和夫人希拉里·克林顿前来与奥巴马和拜登夫妇一起坐在前排，希拉里还会在同日晚些时候宣誓就任国务卿。出席祈祷仪式的还有约3200名接受邀请的宾客，其中包括国会议员、外交官及其他政要。

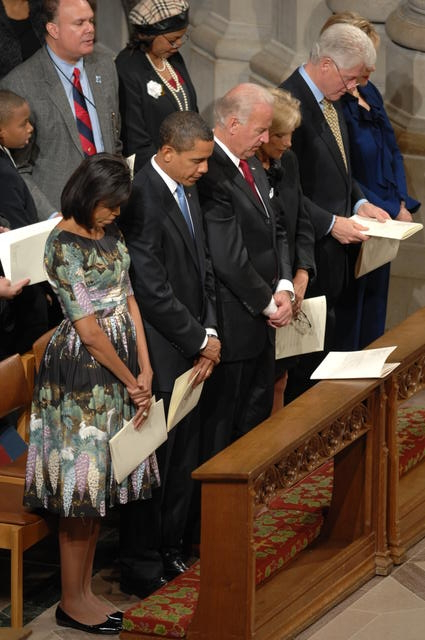
从左到右依次为：奥巴马夫妇、拜登夫妇和克林顿夫妇，于2009年1月21日站在华盛顿国家大教堂的最前排长椅前。

这次祈祷会有着多种信仰的主题，反映出宗教的包容性和多样性，其中既有新教牧师、女性印度教徒和穆斯林宗教领袖，又有犹太教拉比、天主教和圣公会主教，整个仪式期间，他们念诵经文并进行祈祷。仪式上的祈祷活动引用了1789年乔治·华盛顿就职祈祷会和1865年亚伯拉罕·林肯就职演说的内容，其中包括“不要以怨恨相对，应以慈悲为怀”。基督会首位女性领袖、牧师莎朗·沃特金斯（Sharon E. Watkins）在就职祈祷仪式上讲道，她也是首位在总统就职祈祷仪式上讲道的女性。沃特金斯在讲道时引用了扎根于不同宗教的内容，如印度教、犹太教、穆斯林和切罗基人信仰等。

## 非正式活动
除了正式活动外，许多团体和支持者还在哥伦比亚特区及周边地区举行了多场集会和庆祝活动，时间上既有就职典礼前数天，也有次日夜晚。其中一场为史无前例的“人民就职舞会”，旨在为全美各地经济困难或肢体不便的普通百姓提供参与就职庆典的机会，如果没有这场舞会，他们都将无法亲身参与到这一系列盛会之中。弗吉尼亚州费尔法克斯县生意人厄尔·斯塔福德（Earl W. Stafford）通过家族基金花费了约160万美元将约300名客人带到哥伦比亚特区，舞会于2009年1月19日举行，共有约450人参加。舞会主办方还向获得邀请的客人提供了礼服、鞋、燕尾服和酒店客房。

## 出席人物

### 政要、家人和名流嘉宾
前总统吉米·卡特、乔治·赫伯特·沃克·布什、比尔·克林顿和乔治·沃克·布什，前副总统沃尔特·蒙代尔、丹·奎尔、阿尔·戈尔和迪克·切尼与他们的夫人一起出席了就职典礼。其中切尼还因不久前在家中搬动箱子伤及背部而需坐在轮椅上出席。
乔治亚州联邦众议员、民权领袖，1963年历史性集会向华盛顿进军中唯一在世的演说者约翰·刘易斯站到了就职典礼的舞台上。有180余名塔斯克基飞行员接受邀请出席就职典礼。全美航空1549号班机的5名机组人员出席了宣誓仪式，飞行员切斯利·萨伦伯格也在其中，飞机当时刚刚离开拉瓜地亚机场后就因鸟击导致两个发动机全部失效，但舒伦伯格仍然成功地将载有154人的飞机成功迫降在曼哈顿附近的哈德逊河上。
贝拉克·奥巴马的父亲老巴拉克·奥巴马生于肯尼亚，他的继母莎拉·奥巴马（Sarah Obama）已是87岁高龄，带着一群来自肯尼亚的亲属前来见证孙子当上美国总统的时刻。从肯尼亚作为宾客远道而来的其他总统亲属包括他的叔叔赛义德·奥巴马（Said Obama）、姑姑玛吉·奥巴马（Maggie Obama），还有同父异母的哥哥马利克·奥巴马（Malik Obama）。此外，肯尼亚青年活动家、马丁·路德·金非洲基金会主席姆旺吉·姆卡米（Mwangi Mukami）也出席了就职庆典活动。姆旺吉·姆卡米曾担任奥巴马全球支持者活动主席，不过该组织与正式的竞选活动没有联系。特拉华州总检察长、特拉华州国民警民队军法官、乔·拜登正在伊拉克服役的儿子博·拜登获得特别休假前来参加典礼活动。
出席活动的名人嘉宾包括演员达斯汀·霍夫曼、塞缪尔·杰克逊、汤姆·汉克斯和丹泽尔·华盛顿，谈话节目主持人奥普拉·温弗瑞、歌手碧昂丝·诺利斯，以及电影导演斯蒂芬·斯皮尔伯格。

### 普通民众和持普通门票的人士

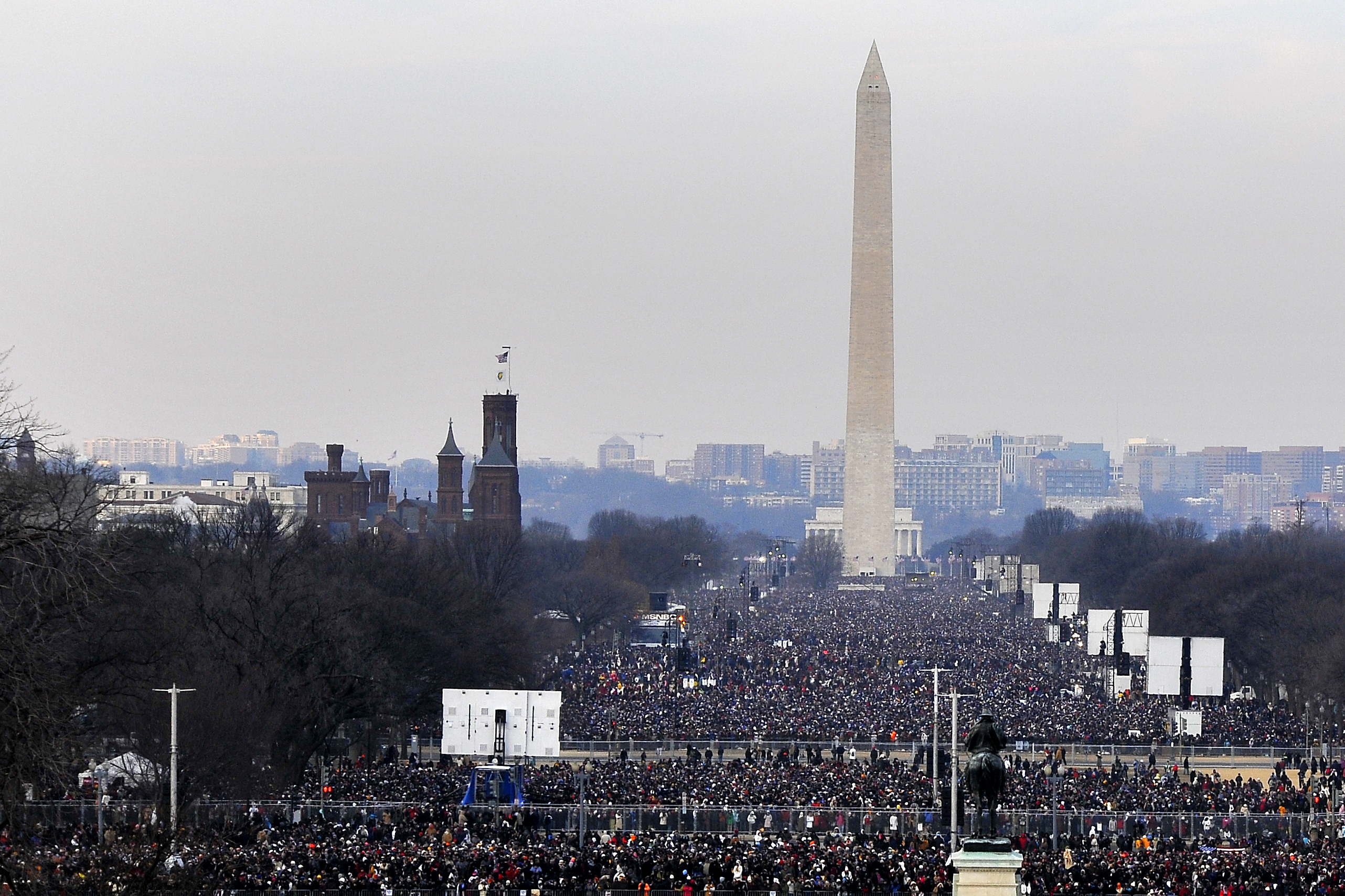
国家广场上密集的人群，后方可以看到华盛顿纪念碑和林肯纪念堂。

出席就职典礼的人数没有正式统计数字，但有多个来源的结论认为参加典礼活动的人数是哥伦比亚特区历史上最多的。负责协调首都安保和交通的政府机构和联邦机关根据多个摄像头和地面人员观察所获信息判断，出席活动的人数约在180万左右。《华盛顿邮报》在报道中对人群的规模做了估计，而美国国家公园管理局则对该报的估计结果没有异议。
亚利桑那州立大学教授斯蒂芬·多伊格（Stephen Doig）根据同样的卫星图像估计，有约110万人出席就职典礼；考虑到图像的拍摄时间距奥巴马的宣誓仪式还有不到45分钟，多伊格还增加了正赶往活动地点的估计人数。除此以外，多伊德还表示，“如果一定要我猜的话，我会说（前来见证）奥巴马（就职）的人数实际上会比包括约翰逊就职在内的任何活动都要多……我觉得参与人数很可能会是历史上规模最大的”。1965年林登·约翰逊的就职典礼有约120万人出席。
由于大量民众赶往国会大厦见证就职典礼，安保人员又在正式仪式开始时关闭了大门，因此有约4000名持票者无法及时赶到国会大厦内的保留区域。进出国家广场的地下通道有大量持票人士被困，人们戏称其中一条通道为“厄运之紫隧道”，因为这些被困的人们所持的门票就是紫色的。其他人则排起了长队等待进入保留区域。联邦参议员黛安·范士丹以就职典礼国会联合委员会主席的职权针对受影响持票人士的投诉展开调查。委员会之后宣布，所以未能入场观看典礼的持票人士将获得出席宣誓仪式的请柬和日程副本，还有总统奥巴马和副总统拜登的照片，以及就职典礼的彩色印刷品。

### 安保
与2001年的第54届总统就职典礼和2005年的第55届总统就职典礼一样，2009年的第56届总统就职典礼也属于国家特别安保活动，美国特勤局因此在总体安保规划的制定和实施里都属于占主导地位的联邦机构，联邦调查局是首要的联邦反恐、情况和刑事侦察机构，联邦紧急事物管理局则是在发生任何恐怖主义袭击、自然灾害或是其它任何灾难性事件后的首要联邦危机处理机构。美国国会警察主要负责国会大厦和宣誓天台以及就职午宴的安保和应急响应工作。将此届总统就职典礼指定为国家特别安保活动的决定于2008年12月10日由美国国土安全部部长迈克尔·切尔托夫做出。就职典礼的举办地点自九一一袭击事件发生后多年来安保程度已有显著提高，考虑到就职典礼活动会给哥伦比亚特区带来的人流规模，组织者对公共安全和安保问题也更加重视。美国陆军上将理查德·罗（Richard Rowe）是哥伦比亚特区联合军事工作组负责人，他认为安保部队必须运用自己的想象力来预测那些之前会认为无法想象的安保威胁，特别是在2008年11月印度孟买发生连环恐怖袭击之后。有关部门提高了对恐怖分子袭击的警惕程度。

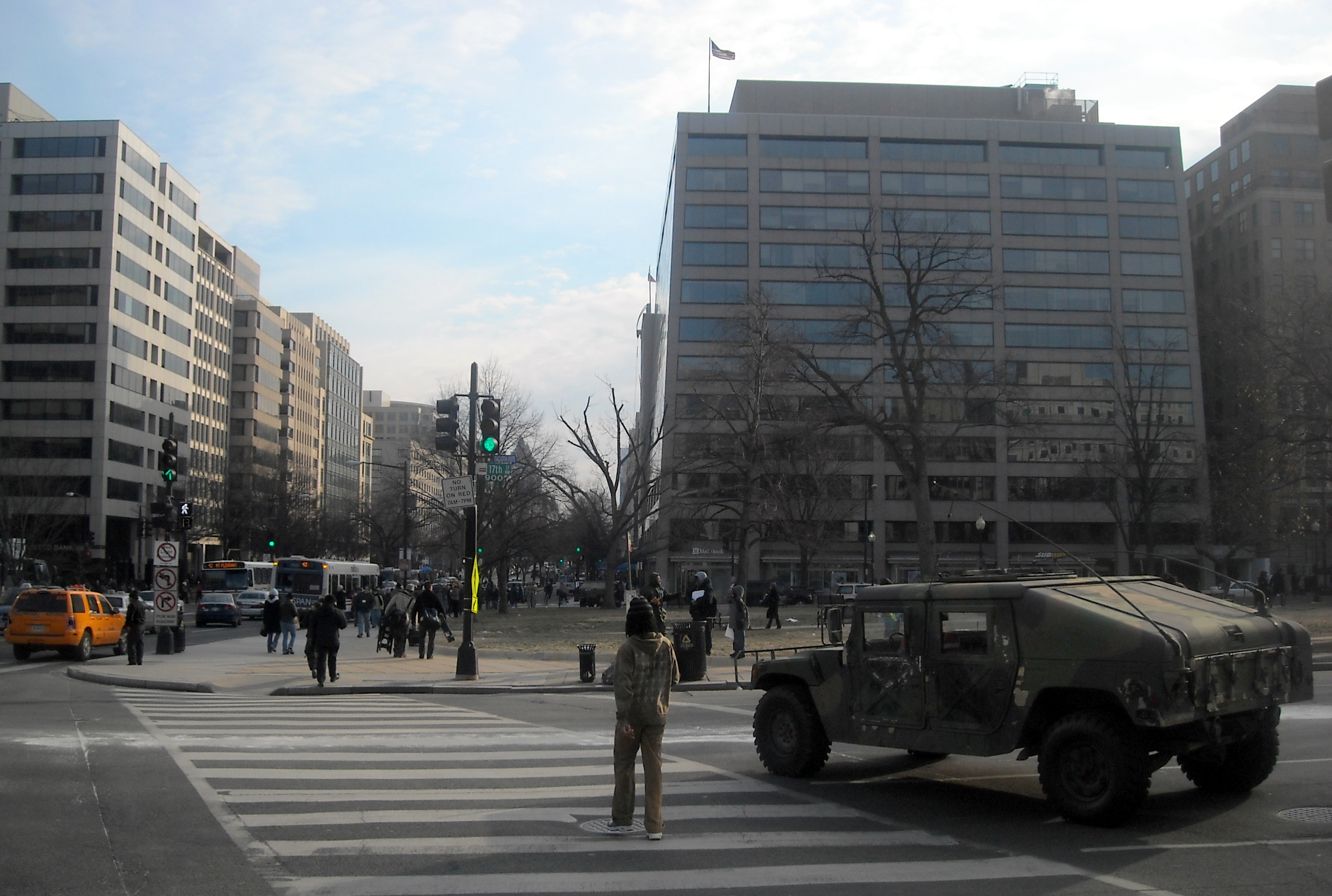
就职典礼活动期间，美国国民警卫队在哥伦比亚特区街头待命。

哥伦比亚特区的警卫临时性地翻了一番，得到来自美国各地的约8000名警察补充。有约1000名联邦调查局探员在活动安保工作方面对警察提供协助，整个活动区域内到处都布署了美国特勤局的隐蔽反狙击人员。运输安全管理局从全国调派了300余名官员协助特勤局对进入国家广场的与会人员进行安全检查。现场有约1万名国民警卫队员，其中5000人执行安保工作，1300名未经武装的队员协助公园警察在国家广场管控人群；1–175步兵连在西北哥伦比亚特区第7街路口执行安保任务，这里是国家广场第一和第二公共视野区域之间的地带，剩下的人员则负责其他安保任务。美国联邦航空管理局于2009年1月20日上午10点到下午18点间对哥伦比亚特区实行额外的空域限制。国防部长罗伯特·盖茨成为指定幸存者，以确保灾难性事件发生后仍能保持政府的连续性，就职典礼当天，盖茨身在哥伦比亚特区外的一处军事设施内。
就职典礼当天，见证宣誓仪式以及参与游行的群众都没有人遭到逮捕。据负责安全管理的高级联邦探员称，考虑到有近200万人齐聚哥伦比亚特区，但却没有任何机构在就职典礼活动期间拘捕任何人，这个纪录是空前的。作家兼新闻工作者罗纳德·凯斯勒（Ronald Kessler）在2009年的著作《总统的特警局》（In the President's Secret Service）中声称，情报部门获悉，可能会有与索马里青年党有关联的个人试图针对就职典礼实行破坏活动，该组织是索马里的一个伊斯兰主义者叛乱组织。对此，就职游行                                                                                                               路线沿途布署了十余个反狙击手小组，安保部门还审查了在附近工作的市民以及来宾的犯罪纪录，但事实证明这只是虚惊一场。凯斯纳的书中还提及了安保工作中存在的多处不足，如上百名大额竞选损助者和贵宾都没有接受安全检查就登上了“安全”大巴。

## 观众人数

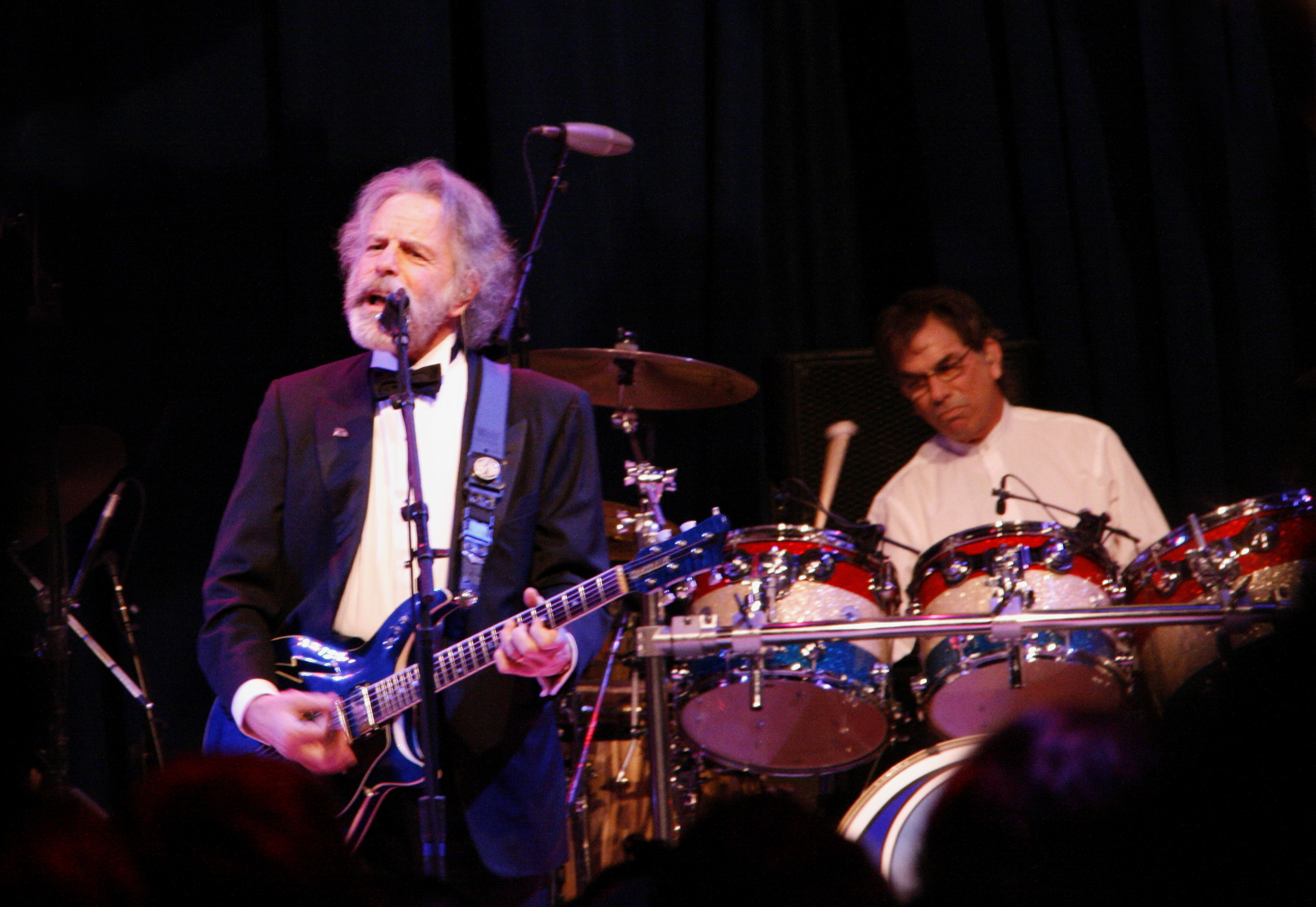
2009年1月20日，感恩而死乐队的鲍勃·威尔（前方演奏吉他并演唱）和米奇·哈特（后方打鼓）在大西洋就职舞会上表演。

### 电视观众
根据尼尔森收视率调查的数量，美国最大的56个媒体市场中有30.1%的电视机转台收看就职典礼，这一收视率与2005年小布什的就职典礼相比已经翻了近一番，是继罗纳德·里根1981年的就职典礼以来最高的一次。罗利到德罕的媒体市场有多达51%的家庭收看了这天的活动，是全部主要媒体市场中比例最高的，这部分是因为当地的暴风雪使得更多人选择待在室内，同时这些地区的非裔美国人数量也很高。收视率最高的十大媒体市场中有4个在北卡罗莱纳州，两个在弗吉尼亚州，一个在马里兰州，哥伦比亚特区则在所有主要媒体市场中位居第二。此外，由于就职典礼的日期是工作日，因此全美各地的许多学校和工作场所都允许学生和雇员收看就职典礼。
美国东部时间上午10点到下午17点，奥巴马就职典礼活动在17个广播和有线电视频道收获的平均收视人数达3780万，这其中还不包括在线观看视频流媒体直播的观众。不过这一数字与1981年里根的就职庆典相比仍然不及，当时的庆祝活动单在美国广播公司、哥伦比亚广播公司和全国广播公司三大电视网的平均收视人数就有4180万。
对欧洲电视收视情况进行调查的结果表明，德国关注奥巴马就职的人数最多，吸收了1100万观众，其次是法国的700万人和英国的510万人。根据英国广播公司的统计，英国有650万观众收看了该公司傍晚新闻节目中有关这场就职典礼的精选内容。

### 互联网流量
奥巴马的首次就职典礼导致新闻和社交网站的互联网流量激增，并且流媒体的数量也创下新纪录。报道称，截至美国东部时间当天下午15点30分，与就职典礼活动有关的流媒体视频就已突破2100万段，创下历史最高纪录，这天的单页点阅率达1.36亿次。据英国广播公司报道，该公司网站上进行的实况转播在汹涌的观看流量浪潮中一度停机，巨大的流量负担导致其视频流中断了30分钟之久，打开网页的用户只能看到“请稍候再访问”（Please come back later）的字样。
科技公司的数据显示，新闻网站在不到一分钟的时间里就有540万1250人登录，是该公司开始对这些数据进行追踪以来新闻网站类别中第5高的一次。使用率达到高峰时，新闻网站同时提供700万段视频流播放，创下测得的同时播放视频流片段数量新纪录。除了互联网观众人数创下美国总统就职典礼的新纪录外，2009年奥巴马的就职典礼活动还在宣誓仪式的网络直播中提供了实时音频介绍和隐藏字幕，这在历史上均属首次。

## 国际反应

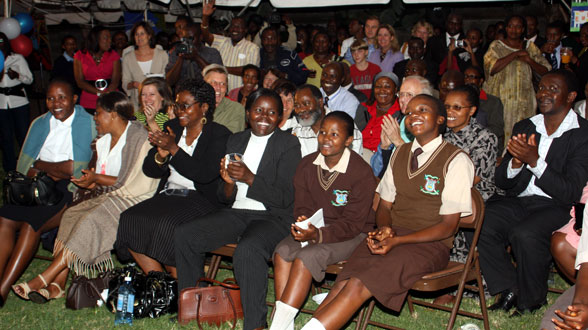
驻肯尼亚奈洛比的美国大使馆坐满了前来观看就职典礼的肯尼亚人

国际社会对贝拉克·奥巴马就职典礼的关注度是前所未有的。世界多个不同国家和地区的居民，或是生活在这些国家的美国侨民中通过电视直播或互联网观看就职典礼的人数需以百万来计算。部分国家的收视人数可与2008年夏季奥林匹克运动会开幕式平分秋色。
世界各地通过各种各样的方式庆祝这场就职典礼，称颂这一事件的历史意义，并祝贺奥巴马当选。肯尼亚是奥巴马父亲的故国，当地居民将就职庆典作为公众假期来庆祝。雅加达的美国侨民和印度尼西亚人在午夜免费舞会上观看就职典礼，并且还有雅加达01国立小学的学生表演，奥巴马儿时曾在该校就读。日本的小滨市燃放焰火来庆祝奥巴马就职，寺院内还有撞钟，并且有人跳起了草裙舞。加拿大总督庄美楷和总理史蒂芬·哈珀代表加拿大人民表示祝贺，墨西哥总统费利佩·卡尔德龙祝福奥巴马“在新任美国总统的位置上取得伟大的成功”。以色列总统希蒙·佩雷斯称奥巴马的就职是美国“伟大的一天”，英国首相戈登·布朗也表示，“全世界都在见证奥巴马总统就职，见证美国历史和世界历史都进入新的篇章”。
部分国家领导人对奥巴马就职反应较为冷淡，甚至有些地区完全没有进行报道。古巴共产党第一书记菲德尔·卡斯特罗的弟弟古巴国务委员会主席劳尔·卡斯特罗称奥巴马“看起来像是个好人，我希望他好运”，古巴全国人民政权代表大会主席里卡多·阿拉尔孔则在评价奥巴马时称，“即将上任的（美国）总统是个很大的问号”。伊朗外交部长马努切赫尔·穆塔基（Manouchehr Mottaki）表示希望两国关系走上新的发展方向，他指出：“如果奥巴马能选择正确的道路，弥补过去（的失误），收敛美国的敌意和霸权，并修正以前政治上的错误，（那么）我们也不会有任何敌意”。俄罗斯国有的第一频道是该国最大规模的电视频道，该台的傍晚时段主打新疗节目中以很小的篇幅报道了奥巴马的就职典礼，将这一天的大部分时间用于报道该国与乌克兰之间的天然气冲突。中华人民共和国国营的中国中央电视台直播了奥巴马的就职典礼，并同声传译成普通话，时间上略有延迟，以便对具体内容进行审查。当奥巴马说到“先辈们面对法西斯主义和共产主义”时，电视台突然将讲话的画面切换成演播室的评论。朝鲜民主主义人民共和国国营的平面、广播和电视媒体完全没有报道奥巴马的就职典礼，而是报道有关赤道几内亚迎接朝鲜大使的新闻。
伊拉克普通市民对美国新总统就职持谨慎乐观态度。一位伊拉克市民指出：“如果（奥巴马）做的能有他说得那么好，那我们所有的问题都将迎刃而解”，他还补充道，“（奥巴马）是个好人，但伊拉克很多人都相信美国总统都是一副德性，我们（国家只）是他们利益的游乐场”。另一位市民则相信“奥巴马不会像之前一样……但他也没有太多时间来向我们证明自己”。